# 1231 (szám)
Az 1231 (római számmal: MCCXXXI) az 1230 és 1232 között található természetes szám.

## A szám a matematikában
A tízes számrendszerbeli 1231-es a kettes számrendszerben 10011001111, a nyolcas számrendszerben 2317, a tizenhatos számrendszerben 4CF alakban írható fel.
Az 1231 páratlan szám, prímszám. Kanonikus alakja 12311, normálalakban az 1,231 · 103 szorzattal írható fel. Két osztója van a természetes számok halmazán, ezek növekvő sorrendben: 1 és 1231.
Középpontos pentatópszám.
Az 1231 ötvenhat szám valódiosztó-összegeként áll elő, ezek közül legkisebb a 2289.

## Csillagászat
- 1231 Auricula kisbolygó